# Bromato di potassio
Il bromato di potassio è il sale di potassio dell'acido bromico.
A temperatura ambiente si presenta come un solido incolore e inodore.
In chimica analitica viene utilizzato nella bromatometria.
È usato come additivo alimentare con l'identificativo E924, in qualità di anti-agglomerante.